# Andradita
L'andradita és una espècie mineral que pertany al grup dels granats. És un mineral nesosilicat amb la següent fórmula: Ca₃Fe3+
2(SiO₄)₃.
Va ser descrita per primer cop l'any 1868, a Drammen, Buskerud, a Noruega. Va ser anomenada així en honor del naturalista, poeta i professor brasiler, José Bonifácio de Andrade e Silva (1763–1838).

## Formació i jaciments
Es troba en skarns formats a conseqüència del metamorfisme de contacte entre calcàries impures o carbonatites amb roques ígnies alcalines. Els minerals associats són: vesuvianita, clorita, epidota, espinel·la, calcita, dolomita i magnetita.
És típic trobar-la a Itàlia, els Urals de Rússia, Arizona, Califòrnia i Dniprò a Ucraïna. A Catalunya ha estat trobada a les pedreres Gualba, al Vallès Oriental (Barcelona).

## Varietats
L'andradita té diferents varietats entre les quals destaquen la bredbergita, una varietat verda descrita per primer cop a Suècia; la colofonita, una varietat marró granular que pot presentar color groc-taronja o vermell; el demantoid, una varietat verda descrita originalment a Rússia; la hidroandradita; la melanita, una varietat negra rica en titani; la polidelfita, una varietat vermell-marronosa, marró o marró-groguenca i rica en manganès; l'andradita estannífera; la titanmelanita, una varietat negra de la melanita de composició semblant a la schorlomita; l'andradita titànica, una varietat marró rica en titani que es diferencia de la melanita pel contingut en aquest element; la topazolita, una varietat similar al topazi en color i transparència i, finalment l'yttergranat; una varietat rica en itri.

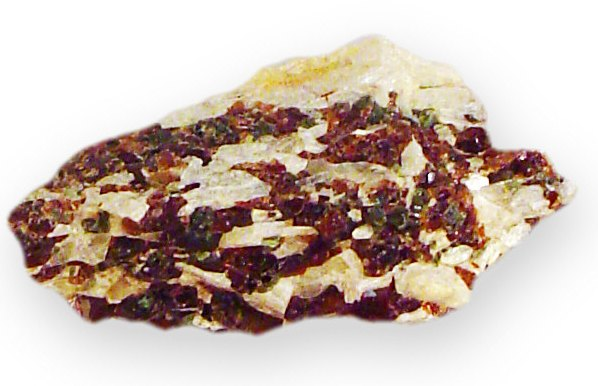
Colofonita
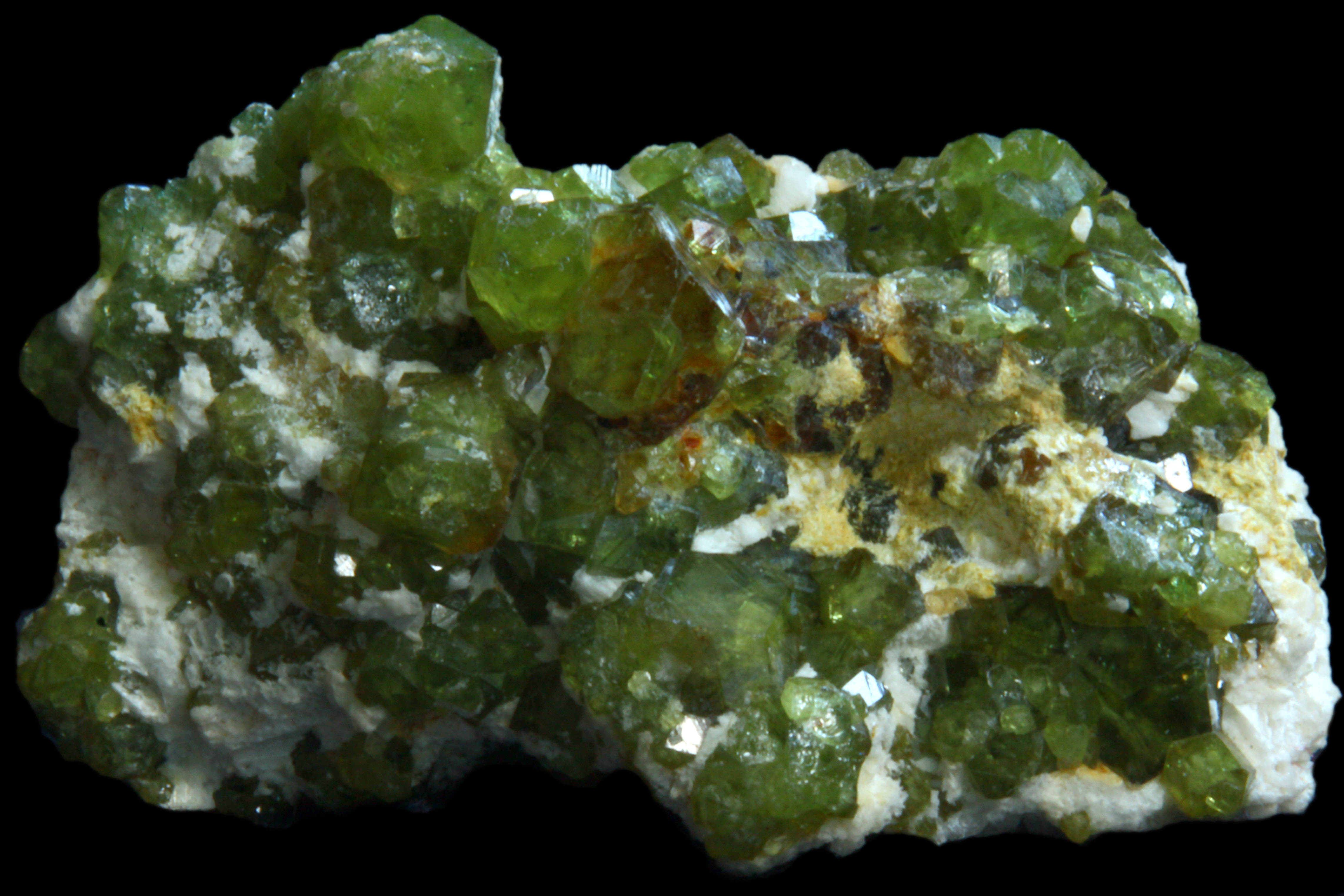
Demantoid
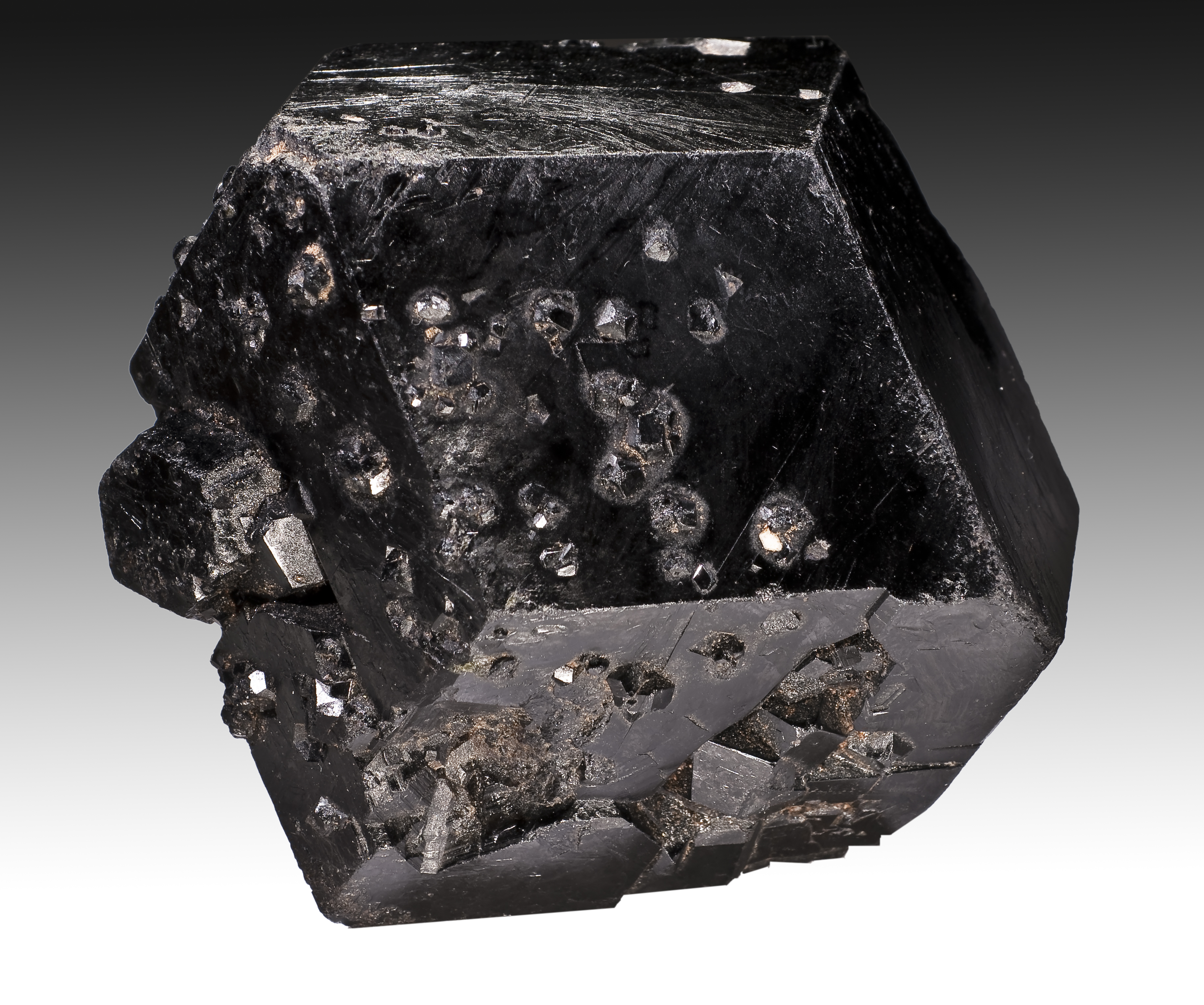
Melanita
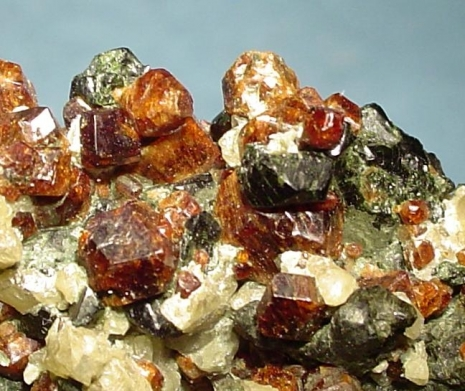
Poliadelfita
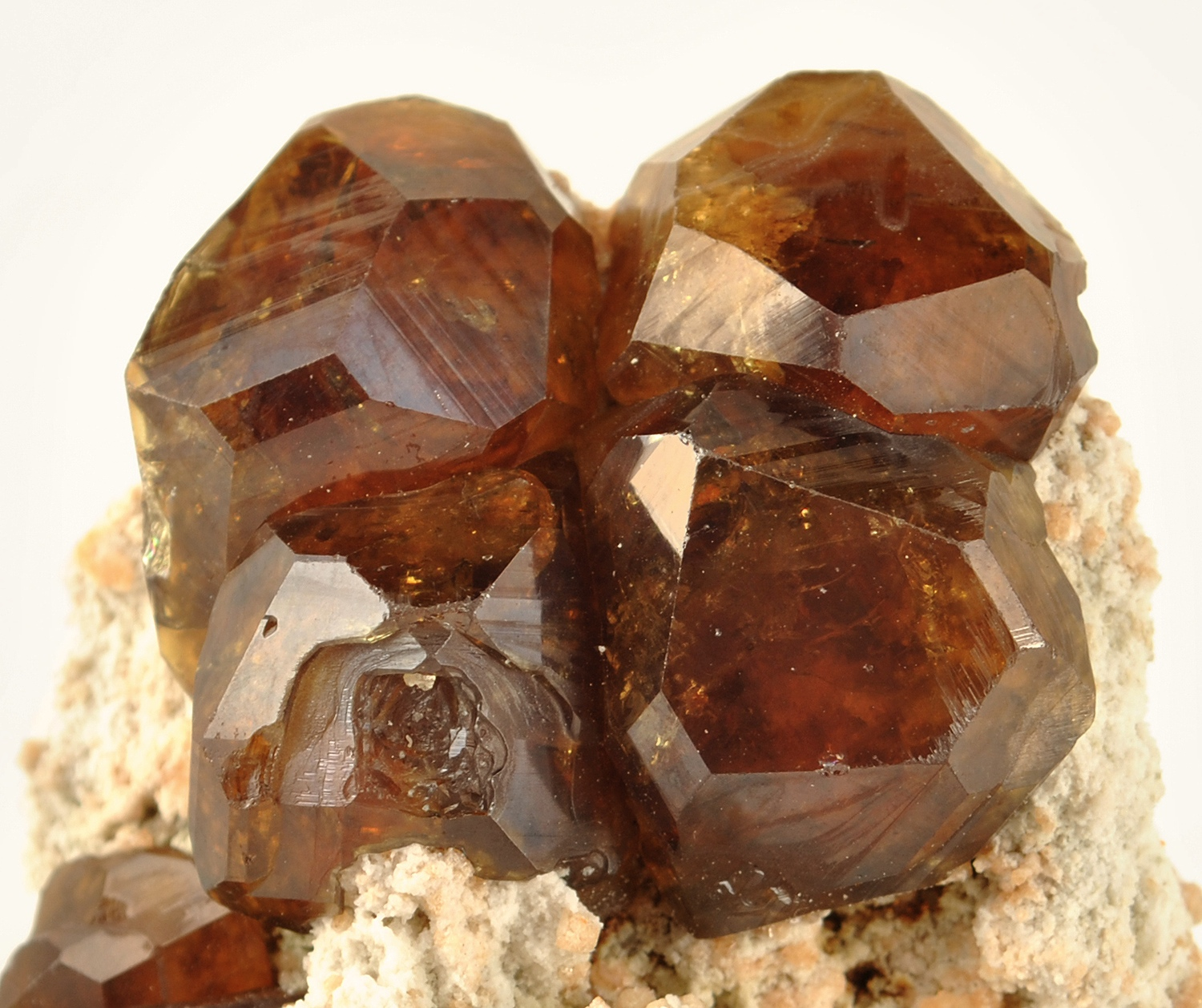
Topazolita